# تفاضل محدود
تفاضل محدود (انگلیسی: Finite difference)
تفاضل محدود بیان ریاضی عبارت (f(x + b) − f(x + a می‌باشد. اگر یک تفاضل محدود بر b – a تقسیم شود، خارج قسمت تفاضلی خواهیم داشت. تقریب مشتقات در تفاضل محدود نقش مهمی را در روش‌های تفاضل محدود گرفتن برای راه حل عددی معادلات دیفرانسیل، به خصوص مسائل مقدار مرزی، ایفا می‌کند.
روابط بازگشتی معین را می‌توان به صورت معادلات تفاضلی با جایگزین کردن نمادگذاری تکراری با تفاضلات محدود نوشت.
امروزه، اصطلاح «تفاضل محدود» به عنوان مترادف تقریبات تفاضل محدود مشتقات، مخصوصاً در زمینه روش‌های عددی می‌باشد. تقریبات تفاضل محدود، در واقع همان خارج قسمت‌های تفاضلی محدود در اصطلاحات به کار رفته در بالا می‌باشد.
تفاضلات محدود، موضوع مطالعه اشیای ریاضی خود-اتکای مطلق می‌باشد و افرادی چون: جورج بول(۱۸۶۰)، مایلن تامسون(۱۹۳۳) و کارلی جوردن(۱۹۳۹)، که اصول آن به ایساک نیوتون برمیگردد، در این زمینه کار کردند. در این دیدگاه، احتساب رسمی تفاضل محدود همانند احتساب چیزهای بی‌نهایت کوچک است.

## تفاضل پیشین، پسین و مرکزی (در بازه)
۳ شکل متداول وجود دارد:تفاضل پیشین، پسین و مرکزی.
تفاضل پیشین بیانگر عبارت زیر می‌باشد.
{\displaystyle \Delta _{h}[f](x)=f(x+h)-f(x).\ }
در کاربرد، ناحیه h می‌تواند ثابت یا متغیر باشد. اگر حذف شده باشد، باید h  را ۱ در نظر بگیریم: {\displaystyle \Delta [f](x)=\Delta _{1}[f](x)}.
تفاضل پسین، از مقادیر تابعی x و x – h به جای x+h و x استفاده می‌کند:
{\displaystyle \nabla _{h}[f](x)=f(x)-f(x-h).\ }
و در نهایت، تفاضل مرکزی به صورت زیر داده می‌شود:
{\displaystyle \delta _{h}[f](x)=f(x+{\tfrac {1}{2}}h)-f(x-{\tfrac {1}{2}}h).\ }

## رابطه با مشتق
مشتق تابع f در نقطه x به صورت حد تعریف می‌شود:
{\displaystyle f'(x)=\lim _{h\to 0}{\frac {f(x+h)-f(x)}{h}}.}
اگر h یک مقدار ثابت (غیر صفر) داشته باشد، در عوض نزدیک شدن به صفر [حدی]، آنگاه سمت راست رابطه فوق به صورت زیر نوشته می‌شود:
{\displaystyle {\frac {f(x+h)-f(x)}{h}}={\frac {\Delta _{h}[f](x)}{h}}.}
بنابراین، تفاضل پیشین تقسیم شده بر h، وقتی h کوچک باشد تقریب مشتق خواهد بود. خطای این تقریب را می‌توان با نظریه تیلور مشخص کرد. فرض کنید که f دیفرانسیل‌پذیر باشد، آنگاه خواهیم داشت:
{\displaystyle {\frac {\Delta _{h}[f](x)}{h}}-f'(x)=O(h)\to 0\quad {\text{as }}(h\to 0).}
فرمول مشابه برای تفاضل پسین:
{\displaystyle {\frac {\nabla _{h}[f](x)}{h}}-f'(x)=O(h)\to 0\quad {\text{as }}(h\to 0).}
با این حال، تفاضل مرکزی تقریب دقیق‌تری را داراست. اگر f دو بار دیفرانسیل‌پذیر باشد، داریم:
{\displaystyle {\frac {\delta _{h}[f](x)}{h}}-f'(x)=O(h^{2}).\!}
مشکل اصلی در روش تفاضل مرکزی، این است که توابع نوسانی مشتق صفر را دارند. اگر f(nh)=۱ که n فرد می‌باشد، و f(nh)=۲ که n زوج می‌باشد، آنگاه f’(nh)=۰ که به صورت تفاضل مرکزی محاسبه می‌شود.
حال اگر دامنه تابع f گسسته باشد، مشکلاتی خواهیم داشت.
کسانی که تفاضلات محدود به معنای تقریبات تفاضل محدود می‌باشد، تفاضلات مرکزی/پسین/پیشین را همانند خارج قسمت داده شده در این بخش تعریف کنند (در عوض به کار گرفتن تعریف داده شده در بخش قبلی)

## تفاضلات مراتب بالاتر
به‌طور متشابه می‌توان تقریبات تفاضل محدود را به مشتقات مراتب بالاتر و عملگرهای دیفرانسیلی تعمیم داد. به عنوان مثال، با استفاده از فرمول تفاضل مرکزی برای (f ' (x+h/2 و (f ' (x-h/2 و به کارگیری فرمول تفاضل محدود مرکزی برای مشتق 'f در نقطه x، می‌توان تقریب تفاضل محدود مشتق دوم f را به دست آورد:
مرتبه دوم مرکزی:
{\displaystyle f''(x)\approx {\frac {\delta _{h}^{2}[f](x)}{h^{2}}}={\frac {f(x+h)-2f(x)+f(x-h)}{h^{2}}}.}
و همچنین می‌توان از فرمول‌های تفاضلی دیگر نیز در به شیوه گذشته استفاده کرد:
مرتبه دوم پیشین:
{\displaystyle f''(x)\approx {\frac {\Delta _{h}^{2}[f](x)}{h^{2}}}={\frac {f(x+2h)-2f(x+h)+f(x)}{h^{2}}}.}
به‌طور کلی تر، تفاضل مرتبه nام پیشین، پسین و مرکزی به صورت زیر بیان می‌شود:
پیشین:
{\displaystyle \Delta _{h}^{n}[f](x)=\sum _{i=0}^{n}(-1)^{i}{\binom {n}{i}}f(x+(n-i)h),}
برای h=۱:
{\displaystyle \Delta ^{n}[f](x)=\sum _{k=0}^{n}{\binom {n}{k}}(-1)^{n-k}f(x+k)}
پسین:
{\displaystyle \nabla _{h}^{n}[f](x)=\sum _{i=0}^{n}(-1)^{i}{\binom {n}{i}}f(x-ih),}
مرکزی:
{\displaystyle \delta _{h}^{n}[f](x)=\sum _{i=0}^{n}(-1)^{i}{\binom {n}{i}}f\left(x+\left({\frac {n}{2}}-i\right)h\right).}
در این روابط از ضریب ۲ جمله ای بعد ازعلامت مجموع به صورت | استفاده شده‌است. هریک از سطور مثلث پاسکال یک ضریب را به ازای هر i ایجاد می‌کند.
توجه داشته باشید که تفاضل مرکزی ضریب غیر صحیح h(برای nفرد) را دارا خواهد بود. این یک مسئله است؛ زیرا مقداری می‌گیرد که ورود گسسته را تغییر می‌دهد. این مشکل را می‌توان به محاسبه میانگین | و | اصلاح نمود.
تفاضلات پیشین در دنباله، همان تبدیل ۲جمله آن دنباله، ویژگی‌های ترکیبی جالب زیادی دارد. تفاضلات پیشین را می‌توان با انتگرال خاص نورلاند-رایس سنجید. اراده انتگرال برای این گوونه سری‌ها جالب است! زیرا انتگرال را می‌توان با استفاده از بسط مجانب یا نقطه زینی شکل، مورد ارزیابی قرار داد. در مقابل، سنجش عددی سری‌های تفاضل پیشین، کار بسیار مشکلی است؛ زیرا بسط ۲ جمله ای برای nهای بزرگ رشد سریعی دارد.
ارتباط تفاضلات مراتب بالاتر و مشتقات نسبی به ترتیب زیر می‌باشد:
{\displaystyle {\frac {d^{n}f}{dx^{n}}}(x)={\frac {\Delta _{h}^{n}[f](x)}{h^{n}}}+O(h)={\frac {\nabla _{h}^{n}[f](x)}{h^{n}}}+O(h)={\frac {\delta _{h}^{n}[f](x)}{h^{n}}}+O(h^{2}).}
از تفاضلات مراتب بالاتر می‌توان برای تقریبات بهتر بهره برد.
همان‌طور که در بالا بیان شد، تفاضل مرتبه اول مشتق مرتبه اول را تا مرتبه h تقریب می‌زند. با این حال ترکیب
{\displaystyle {\frac {\Delta _{h}[f](x)-{\frac {1}{2}}\Delta _{h}^{2}[f](x)}{h}}=-{\frac {f(x+2h)-4f(x+h)+3f(x)}{2h}}}
f'(x) را تا مرتبه h2 تقریب می‌زند. این را می‌توان با بسط دادن سری تیلور عبارت بالا ثابت کرد، یا با احتساب تفاضلات محدود که در زیر بیان شد. اگر لازم باشد، تفاضل محدود را می‌توان در هر نقطه مرکزی کرد با ترکیب تفاضلات مرکزی، پیشین و پسین.

### هسته‌هایی با اندازه تصادفی
با استفاده از جبر خطی می‌توان تقریبات را به راحتی محاسبه نمود. برای نمونه، تعداد تصادفی نقطه به چپ و تعداد (متفاوتی) به راست یک نقطه مرکزی، برای هر مرتبه از مشتق می‌توان انتخاب نمود. این دربردارنده یک سامانه خطی است به طوری که بسط تیلور در مجموع آن نقاط، حول یک نقطه میانی، به خوبی بسط تیلور مشتق مطلوب را تخمین می‌زند.
این برای تفاضل یک تابع در یک صفحه، هنگامی که آن به لبهٔ صفحه نزدیک می‌شود، آنگاه باید نقطه‌های یک وجه را کم کرد.
جزئیات در یادداشت‌های ویکی‌پدیا انگلیسی.
(notes)

### ویژگی‌ها
- برای هر k و n مثبت:

{\displaystyle \Delta _{kh}^{n}(f,x)=\sum \limits _{i_{1}=0}^{k-1}\sum \limits _{i_{2}=0}^{k-1}\cdots \sum \limits _{i_{n}=0}^{k-1}\Delta _{h}^{n}(f,x+i_{1}h+i_{2}h+\cdots +i_{n}h).}
- قانون لایب نیتز:

{\displaystyle \Delta _{h}^{n}(fg,x)=\sum \limits _{k=0}^{n}{\binom {n}{k}}\Delta _{h}^{k}(f,x)\Delta _{h}^{n-k}(g,x+kh).}

## روش‌های تفاضل محدود
یکی از کاربردهای مهم تفاضل محدود در تحلیل عددی، به خصوص در معادلات دیفرانسیلی عددی می‌باشد که هدف در راه حل‌های عددی مرتبه ای و معادلات دیفرانسیلی ناکامل و عادی جزئی می‌باشد. این نظریه مشتقات را در معادلات دیفرانسیل با تفاضلات محدود که آن‌ها را تقریب می‌زند، جایگزین می‌کند.
روش‌های نتیجه‌گیری شده، روش‌های تفاضل محدود نام می‌گیرند.
کاربردهای رایج روش تفاضل محدود در حیطه علوم کامپیوتر، علوم مهندسی مانند مهندسی حرارت و سیالات در مکانیک و … می‌باشد.

## سری‌های نیوتون
سری‌های نیوتون دربردارنده جملات معادله تفاضل پیشین نیوتون است که بعد از نیوتون نام‌گذاری شد. در ماهیت، این فرمول الحاقی نیوتون می‌باشد، که اولین بار اصول ریاضی خود در سال ۱۶۸۷ چاپ شد. اسما آنالوگ گسستهٔ بسط تیلور پیوسته نیز می‌باشد.
{\displaystyle f(x)=\sum _{k=0}^{\infty }{\frac {\Delta ^{k}[f](a)}{k!}}~(x-a)_{k}=\sum _{k=0}^{\infty }{x-a \choose k}~\Delta ^{k}[f](a)~,}
که هر تابع چندجمله‌ای و تحلیلی (نه همهٔ آن‌ها) را پوشش می‌دهد. بسط زیر
{\displaystyle {x \choose k}={\frac {(x)_{k}}{k!}}}
ضریب ۲ جمله ای نام دارد، و
{\displaystyle (x)_{k}=x(x-1)(x-2)\cdots (x-k+1)}
فاکتوریل نزولی می‌باشد، درحالی حاصل صفر ۱ تعریف می‌شود. در این مثال خاص، فرض پله‌های واحد برای تغییرات در مقادیر x و h=۱ در کل وجود دارد.
به تناظر این نتیجه با نظریه تیلور توجه داشته باشید. مورخا، همانند مفهوم چو-واندرموند، (تعمیم این رابطه و متناظر نظریه ۲ جمله ای)
{\displaystyle (x+y)_{n}=\sum _{k=0}^{n}{n \choose k}(x)_{n-k}~(y)_{k}~,}
دیدگاه‌های تعمیم یافته سامانه حسابی آمبرال شامل شده‌است.
برای بیان این که چطور یک نفر از فرمول نیوتون در تمرینات خود استفاده می‌کند، دوبرابر جملات اول و کوتاه دنباله فیبوناتچی را در نظر بگیرید. f = ۲, ۲, ۴, …. هرکسی می‌تواند چندجمله‌ای از این مقادیر را پیدا کند. در ابتدا جدول تفاضلی را حساب کنیم و سپس تفاضلات را جایگزین کنیم متناظر x0 در فرمول همانند زیر:
{\displaystyle {\begin{matrix}{\begin{array}{|c||c|c|c|}\hline x&f=\Delta ^{0}&\Delta ^{1}&\Delta ^{2}\\\hline 1&{\underline {2}}&&\\&&{\underline {0}}&\\2&2&&{\underline {2}}\\&&2&\\3&4&&\\\hline \end{array}}\quad {\begin{aligned}f(x)&=\Delta ^{0}\cdot 1+\Delta ^{1}\cdot {\dfrac {(x-x_{0})_{1}}{1!}}+\Delta ^{2}\cdot {\dfrac {(x-x_{0})_{2}}{2!}}\quad (x_{0}=1)\\\\&=2\cdot 1+0\cdot {\dfrac {x-1}{1}}+2\cdot {\dfrac {(x-1)(x-2)}{2}}\\\\&=2+(x-1)(x-2)\\\end{aligned}}\end{matrix}}}
برای حالتی که واحدهای مقادیر x یک اندازه نیستند، نیوتون قدر نسبت را محاسبه می‌کند.
{\displaystyle \Delta _{j,0}=y_{j},\quad \quad \Delta _{j,k}={\frac {\Delta _{j+1,k-1}-\Delta _{j,k-1}}{x_{j+k}-x_{j}}}\quad \ni \quad \left\{k>0,\ \ j\leq \max \left(j\right)-k\right\},\quad \quad \Delta 0_{k}=\Delta _{0,k}}
حاصل سری‌ها
{\displaystyle {P_{0}}=1,\quad \quad P_{k+1}=P_{k}\cdot \left(\xi -x_{k}\right)~,}
و چندجمله ای نهایی حاصل اسکالر می‌باشد. {\displaystyle f(\xi )=\Delta 0\cdot P\left(\xi \right)} .
در تحلیل اعداد غیرساده، نظریه ماهلر بیان می‌دارد که با فرض این که f یک تابع چندجمله‌ای باشد و به‌طور محض استمراری (متناوب) باشد می‌توان آن را کم کرد.
نظریه کارلسون شرایط لازم و کافی را برای یکتایی سری نیوتون، درصورت وجود، فراهم می‌کند. با این حال سری نیوتون در کل موجود نیست.
سری‌های نیوتون، به همراه سری‌های استرلینگ و سلبرگ، نمونه خاص سری‌های تفاضلی می‌باشد که همهٔ آن‌ها به ازای تناسب مقیاسی تفاضلات پیشین تعریف می‌شود.
در مجموع و کمی کلی تر، گره‌هایی با فاصله مساوی، فرمول به صورت زیر می‌شود:
{\displaystyle f(x)=\sum _{k=0}{{\frac {x-a}{h}} \choose k}\sum _{j=0}^{k}(-1)^{k-j}{k \choose j}f(a+jh).}

## محاسبهٔ تفاضلات محدود
تفاضل پیشین را می‌توان همانند عملگر تفریق در نظر گرفت، به طوری که تابع f بر Δh[f ] مپ می‌شود. برای این عملگر داریم:
{\displaystyle \Delta _{h}=T_{h}-I,\,}
Th عملگر جابجایی به اندازه h واحد، که به صورت Th[f ](x) = f(x+h) تعریف شده و I عملگر همانی می‌باشد.
تفاضل محدود مراتب بالاتر را می‌توان به شکل بازگشتی  Δhn ≡ Δh (Δhn−1) نوشت. تعریف معادل دیگر نیز بدین صورت می‌باشد:  Δhn =  [Th −I]n
عملگر تفاضل Δh یک عملگر خطی بوده و با استفاده از قانون ویژه لایب نیتز که در بالا اشاره شد:
```
Δ
h
(
f
(
x
)
g
(
x
)) = (Δ
h
f
(
x
)) 
g
(
x
+
h
) + 
f
(
x
) (Δ
h
g
(
x
))
. جملات مشابه در تفاضلات پسین و مرکزی را می‌توان به دست آورد.
```

با استفاده از '''سری‌های تیلور''' نسبت به h، فرمول زیر به دست می‌آید:
{\displaystyle \Delta _{h}=hD+{\frac {1}{2}}h^{2}D^{2}+{\frac {1}{3!}}h^{3}D^{3}+\cdots =\mathrm {e} ^{hD}-I~,}
که D عملگر مشتق پیوسته می‌باشد که f را به مشتق خود f' مپ می‌کند.
بسط زمانی قابل قبول است که هر دو وجه برای h به اندازه کافی کوچک دارای توابع تحلیلی باشند؛ بنابراین Th=ehD و با تبدیل توان داریم:
{\displaystyle hD=\log(1+\Delta _{h})=\Delta _{h}-{\tfrac {1}{2}}\Delta _{h}^{2}+{\tfrac {1}{3}}\Delta _{h}^{3}+\cdots .\,}
این فرمول بیانگر این است که هردو عملگر نتیجه یکسانی در به کارگیری چندجمله ای دارند.
هم چنین برای توابع تحلیلی، سری سمت راست الزاماً همگرا نیست و ممکن است که یک سری مجانب باشد. با این حال، می‌توان از آن برای تقریبات دقیق مشتقات بهره برد. برای مثال، نگه داشتن دو جمله از سری، بیانگر مرتبه دوم بودن تقریب f’(x) است که در انتهای قسمت تفاضلات مراتب بالاتر بیان شد.
فرمول‌های مشابه، برای عملگرهای تفاضلات محدود پسین و مرکزی:
{\displaystyle hD=-\log(1-\nabla _{h})\quad {\text{and}}\quad hD=2\,\operatorname {arsinh} ({\tfrac {1}{2}}\delta _{h}).}
محاسبهٔ تفاضلات محدود مربوط محاسبه آمبرال تعداد راه‌های انجام آن]ترکیب[می‌باشد. در ارتباط سیستمی، سبب مفهوم کاموتاتورهای مقادیر آمبرال به آنالوگ پیوسته خود می‌باشد (حد h→۰)
{\displaystyle {\Bigl [}{\frac {\Delta _{h}}{h}}~,~x\,T_{h}^{-1}{\Bigr ]}=[D~,~x]=I~.}
تعداد زیادی محاسبه استاندارد رابطه‌های دیفرانسیلی قراردادی شامل توابع f(x) می‌باشد؛ بنابراین نظیرهای تفاضل محدود آمبرالی شامل f(xTh−1) را به‌طور جزء به جزء مپ می‌کنیم. برای مثال، نظیر آمبرالی تک جمله ای xn، تعمیم فاکتوریل نزولی می‌باشد.
{\displaystyle ~(x)_{n}\equiv (xT_{h}^{-1})^{n}=x(x-h)(x-2h)\cdots (x-(n-1)h)}
بنابراین:
{\displaystyle {\frac {\Delta _{h}}{h}}~(x)_{n}=n~(x)_{n-1}~,}
پس فرمول الحاقی نیوتون در بالا (با نظیر کردن جملات در بسط یک تابع متغیر f(x))و به همین ترتیب به دست می‌آید.
برای مثال، آمبرال (هم ارز) سینوس به صورت زیر است:
{\displaystyle \sin(x\,T_{h}^{-1})=x-{\frac {(x)_{3}}{3!}}+{\frac {(x)_{5}}{5!}}-{\frac {(x)_{7}}{7!}}+\cdots .}
همانند حد پیوسته، تابع مشخصهٔ Δh /h نیز به شکل تواندار ظاهر می‌شود،
{\displaystyle {\frac {\Delta _{h}}{h}}~(1+\lambda h)^{x/h}={\frac {\Delta _{h}}{h}}~e^{\ln(1+\lambda h)~x/h}=\lambda ~e^{\ln(1+\lambda h)~x/h}~,}
و بنابراین، مجموع فوریهٔ توابع پیوسته بر آمبرال (هم ارز) مجموع فوریه، کاملاً مپ شده‌اند؛ که شامل جملات فوریه مشابه ضرب شده در این نماهای پایه ای آمبرال (هم ارز) می‌باشد. این نماهای آمبرال، تابع مولد نمایی مرتبط با نماد گزاری‌های ویژه آن را مقداردهی می‌کند.
بنابراین، به عنوان مثال، تابع دیراک دلتا، بر متناظر آمبرال (هم ارز) خود مپ می‌شود. تابع سینوس کاردینال:
{\displaystyle \delta (x)\mapsto {\frac {\sin {\bigl [}{\frac {\pi }{2}}(1+x/h){\bigr ]}}{\pi (x+h)}}~,}
نیز به همین ترتیب خواهد بود. معادلات تفاضلی را می‌توان با تکنیک‌های معادلات دیفرانسیل حل کرد.
عملگر وارون در وارون تفاضل پیشین، که همان انتگرال آمبرال می‌شود، مجموع نامعین یا عملگر پادتفاضلی است.

## قوانین محاسبه عملگرهای تفاضل محدود
همانند قوانین مشتق، داریم:
- اصل ثابت عددی: اگر c یک ثابت عددی باشد، آنگاه

{\displaystyle \Delta c=0{\,}}
- خطی بودن: اگرa و b ثابت عددی باشند،

{\displaystyle \Delta (af+bg)=a\,\Delta f+b\,\Delta g}
همهٔ قوانین بالا، به‌طور معادل برای عملگر تفریق (تفاضل) شامل {\displaystyle \nabla } و {\displaystyle \Delta } نیز استفاده می‌شوند
- قانون توزیع پذیری:

{\displaystyle \Delta (fg)=f\,\Delta g+g\,\Delta f+\Delta f\,\Delta g}
{\displaystyle \nabla (fg)=f\,\nabla g+g\,\nabla f-\nabla f\,\nabla g}
- اصل خارج قسمت:

{\displaystyle \nabla \left({\frac {f}{g}}\right)={\frac {1}{g}}\det {\begin{bmatrix}\nabla f&\nabla g\\f&g\end{bmatrix}}\left(\det {\begin{bmatrix}g&\nabla g\\1&1\end{bmatrix}}\right)^{-1}}
or
{\displaystyle \nabla \left({\frac {f}{g}}\right)={\frac {g\,\nabla f-f\,\nabla g}{g\cdot (g-\nabla g)}}}
{\displaystyle \Delta \left({\frac {f}{g}}\right)={\frac {g\,\Delta f-f\,\Delta g}{g\cdot (g+\Delta g)}}}
- قوانین جمع سری:

{\displaystyle \sum _{n=a}^{b}\Delta f(n)=f(b+1)-f(a)}
{\displaystyle \sum _{n=a}^{b}\nabla f(n)=f(b)-f(a-1)}

## تعمیم‌ها
- تعمیم تفاضل محدود به صورت زیر تعریف می‌شود:

{\displaystyle \Delta _{h}^{\mu }[f](x)=\sum _{k=0}^{N}\mu _{k}f(x+kh),}
که {\displaystyle \mu =(\mu _{0},\ldots ,\mu _{N})} بردار ضریب آن می‌باشد. یک تفاضل نامحدود، تعمیم دیگری می‌باشد، که جمع سری بالا با یک سری نامحدود جایگزین می‌شود. راه دیگر تعمیم، ضرایب | را به نقطه {\displaystyle \mu _{k}} وابسته کنیم؛ بنابراین تفاضل محدود وزنی را در نظر می‌گیریم. هم چنین هرکدام بسته به نقطه x, h واحد را می‌توانند برگزینند: {\displaystyle h=h(x)}
- این تعمیم‌ها برای ساخت انواع قدرمطلق پیوستگی مفید هستند.
- تعمیم تفاضل ممکن است به صورت چندجمله‌ای {\displaystyle R[T_{h}]} دیده شوند؛ که منتهی تفریق جبری می‌شود.
- تعمیمات عملگر تفریق به وارون موبیوس روی مجموعه خوش ترتیب می‌رسد.
- در عملگر پیچش: با ظاهر شدن عبارات جبری، عملگرهای تفاضل و دیگر وارون‌های موبیوس را می‌توان با پیچش یک تابع بر برداری که تابع موبیوس μ نامیده می‌شود، بیان کرد. برای عملگر تفریق، μ یک دنباله بدین شکل می‌باشد: (۱, −۱, ۰, ۰, ۰, ...).

## تفاضلات متناهی  چند متغیره
تفاضلات محدود را می‌توان با بیش از یک متغیر در نظر گرفت. آن‌ها همانند مشتقات نسبی چند متغیره هستند.
بعضی از تغریبات مشتقات نسبی بدین صورت هستند (با استفاده از روش مرکزی):
{\displaystyle f_{x}(x,y)\approx {\frac {f(x+h,y)-f(x-h,y)}{2h}}\ }
{\displaystyle f_{y}(x,y)\approx {\frac {f(x,y+k)-f(x,y-k)}{2k}}\ }
{\displaystyle f_{xx}(x,y)\approx {\frac {f(x+h,y)-2f(x,y)+f(x-h,y)}{h^{2}}}\ }
{\displaystyle f_{yy}(x,y)\approx {\frac {f(x,y+k)-2f(x,y)+f(x,y-k)}{k^{2}}}\ }
{\displaystyle f_{xy}(x,y)\approx {\frac {f(x+h,y+k)-f(x+h,y-k)-f(x-h,y+k)+f(x-h,y-k)}{4hk}}~.}
بعضاً، برای برنامه‌هایی که در آن‌ها محاسبه مستقیم تابع f میسر نیست، می‌توان مشتق اول و دوم را محاسبه کرد. فرمول کارآمدتر حالت آخر به صورت زیر می‌باشد:
{\displaystyle f_{xy}(x,y)\approx {\frac {f(x+h,y+k)-f(x+h,y)-f(x,y+k)+2f(x,y)-f(x-h,y)-f(x,y-k)+f(x-h,y-k)}{2hk}}~,}
زیرا تنها مقادیری نیاز به چهار معادله گذشته را ندارند و می‌توان محاسبه کرد f(x+h, y+k) و f(x−h, y−k) می‌باشند.
منابع و متعلقات در ویکی‌پدیا انگلیسی.